# مالكوم لويس برات
مالكوم لويس برات (بالإنجليزية: Malcolm Lewis Pratt)‏ هو ضابط أمريكي، ولد في 5 أغسطس 1891 في بيل فونتين في الولايات المتحدة، وتوفي في 13 أغسطس 1942 في جوادالكانال في جزر سليمان.